# 「生きろ」
『「生きろ」』（いきろ）は、日本の男性アイドルグループ・NEWSの24作目のシングル。2018年9月12日にジャニーズ・エンタテイメントから発売。

## 概要
前作「BLUE」から約3ヶ月振りのリリース。
『「生きろ」』はメンバーの加藤シゲアキが主演する日本テレビ系ドラマ『ゼロ 一獲千金ゲーム』の主題歌。
「生きること」をテーマにした、力強いメッセージソングで結成15周年を迎えるNEWSが放つ、今の彼らの全てがつまった、渾身の応援歌となっている。楽曲は柔らかなストリングスから幕をあけ、メンバーの確固たる意志を感じる歌声が印象的となっている。

## リリース
初回盤A(CD+DVD)初回盤B(CDのみ)、通常盤(CDのみ)とジャニーズ・エンターテイメントHPサイト・通販サイトのみで期間限定で完全生産限定発売された「生きろ」15th Anniversary BOX(CD+グッズ)の4形態でのリリース。

### 先着購入特典
- 初回盤A -「生きろ」クリアファイルA (A4サイズ)
- 初回盤B -「生きろ」クリアファイルB (A4サイズ)
- 通常盤 -「生きろ」ミニポスター (B3サイズ)

## チャート成績
9月24日付のオリコン週間シングルランキングによると、初週21.5万枚を売上げて1位を獲得した。

## 収録曲

### CD

#### 通常盤
1. 「生きろ」 [3:41]
作詞・作曲：ヒロイズム、編曲：ヒロイズム・石塚知生
  - 加藤シゲアキ主演（小山慶一郎・増田貴久・手越祐也友情出演）日本テレビ系ドラマ『ゼロ 一獲千金ゲーム』主題歌
  - 手越祐也脱退後の「音楽の日2020」にて本曲を歌唱。音楽番組にて3人体制で最初に披露した楽曲となった[7]。
2. Bring Back the Summer [2:23]
作詞・作曲・編曲：TAKA3
3. LVE [2:57]
作詞：篠原とまと、作曲・編曲：伊藤賢・辻村有記
4. 「生きろ」（オリジナル・カラオケ）
5. Bring Back the Summer（オリジナル・カラオケ）
6. LVE（オリジナル・カラオケ）

#### 初回盤A/B
※Represent NEWS Mixは初回盤Bのみ収録。
1. 「生きろ」
2. Bring Back the Summer
3. 希望〜Yell〜 -Represent NEWS Mix-
作詞・作曲：井手コウジ
  - 1stシングルの再録バージョン
4. エンドレス・サマー -Represent NEWS Mix-
作詞・作曲：ヒロイズム
  - 4thアルバム「LIVE」収録曲の再録バージョン

#### 「生きろ」15th Anniversary BOX
1. 「生きろ」
2. Strawberry
作詞：NEWS、作曲・編曲：ヒロイズム
  - 後に14thアルバム「JAPANEWS」にて3人体制で再録された。
3. 「生きろ」（オリジナル・カラオケ）
4. Strawberry（オリジナル・カラオケ）

### DVD
※初回盤Aのみ
1. 『「生きろ」』Music Clip & Making

### 特典
※「生きろ」15th Anniversary BOXのみ
- 15周年限定グッズ
- 15周年記念Tシャツ

## 映像作品
「生きろ」
- NEWS 15th Anniversary LIVE 2018 "Strawberry"
- NEWS DOME TOUR 2018-2019 EPCOTIA -ENCORE-
- NEWS LIVE TOUR 2019 WORLDISTA
- NEWS LIVE TOUR 2020 STORY
- NEWS EXPO（初回盤A『METROCK2023 TOKYO』）
- NEWS 20th Anniversary LIVE 2023 NEWS EXPO
- NEWS 20th Anniversary LIVE 2023 in TOKYO DOME BEST HIT PARADE!!!〜 シングル全部やっちゃいます 〜
- JAPANEWS（初回盤B『METROCK2024 OSAKA』）
- あっちむいてほい（初回盤A『NEWS PREMIUM LIVE 2024』）

LVE
- NEWS DOME TOUR 2018-2019 EPCOTIA -ENCORE-

Strawberry
- NEWS DOME TOUR 2018-2019 EPCOTIA -ENCORE-
- NEWS LIVE TOUR 2019 WORLDISTA